# Елені Цалігопулу
Елені Цалігопулу (*11 квітня 1963; грец. Ελένη Τσαλιγοπούλου) — грецька співачка, яка протягом своєї 30-річної кар'єри займала позицію однієї з найпопулярніших артисток в її країні.

## Ранні роки та кар'єра
Народилася і виросла в місті Науса в Центральній Македонії. У 1981 році народила сина Аргіріса (грец. Αργύρη). До 1985 року, пройшовши курси вокалу, дебютувала в Салоніках, а пізніше познайомилася з композитором Джорджем Зікасом, чиї пісні вона виконала в своєму першому сольному альбомі.
Починаючи з 1986 року виступала з піснями багатьох відомих грецьких композиторів (серед них Стаматіс Спанудакіс, Манос Хадзідакіс), Гастролювала Грецією, Європою та Америкою. Тоді ж познайомилася зі співаком Йоргос Даларас та почала виступати з ним.
Елені Цалігопулу часто давала концерти в Афінах і, хоча в перші роки її кар'єри її голос і стиль співу часто порівнювали з голосом і стилем іншої відомої грецької співачки Елєфтерії Арванітакі, вона швидко сформувала власний стиль.
Протягом наступного десятиліття вона піднялася до найвищого рівня грецьких музичних виконавців, випустивши близько 10 альбомів. У 1998—1999 роках гастролювала разом з вокалісткою Меліною Каною, пізніше — зі співаком Дімітрісом Басіс, гуртами «Mode Plagal» і «Mikro».
Елені Цалігопулу адаптувалася до трендів 2000-х і з початку XXI століття співпрацювала з Нікосом Портокалоглу, Джоном Коцірасом, а також з Йоргосом Андреу.

## Особисте життя
В інтерв'ю 2008 року Цалігопулу повідомила, що близько 15 років була одружена з грецьким композитором, лірником і музичним продюсером Йоргосом Андреу (грец. Γιώργος Ανδρέου Γιώργος Ανδρέου), але врешті розлучилася.

## Дискографія
| - 1986 — Shut Up and Listen - 1990 — Girl and Woman - 1992 — Half-Moon - 1993 — Kathreftes - 1994 — Mirrors - Рік випуску 1996 — Arzedina - Рік випуску 1996 — Argentinos - 1998 — Dream Era - 1999 — Allazi Kathe Pou Vradiazi - 1999 — Changes Descend Every Evening - 2000 — Glycos Peirasmos - 2001 — Sweet Temptation - 2002 — Songs for a Summer | - 2003 — Color - 2005 — Dear Diary - 2005 — Each End and Beginning - 2007 — Mad Secret Concerts - Рік випуску 2008 — Best of / San Lied - 2009 — In the Dream Season (Sunday Newspaper) - 2011 — Tarrira - 2013 — The Love Collection - 2014 року — Together (accompanied by Melina Kana) - 2015 — Kathe Telos Ki Archi - 2015 — I Eleni Tsaligopoulou Sti Lyra - 2015 — Miso Feggari |